# Victor Tourneur
Victor Tourneur (Verviers, 27 giugno 1878 – Boitsfort, 25 febbraio 1967) è stato un numismatico, storico ed etnologo belga, specializzato nella cultura celtica.
È stato anche un bibliografo e un bibliotecario.

## Biografia
Victor Tourneur, dottore in filosofia e lettere e professore all'Université libre de Bruxelles, è stato dal 1929 al 1943 il conservatore capo della Bibliothèque royale de Belgique.
È stato eletto membro dell'Académie royale de Belgique.
Le sue pubblicazioni hanno trattato principalmente delle origini e della civilizzazione dei popoli celtici e della loro numismatica.
Ha redatto diversi cataloghi delle collezioni del gabinetto delle medaglie di questa biblioteca.
Nel 1937 gli è stata assegnata la medaglia della Royal Numismatic Society.

## Alcune pubblicazioni

### Studi celtici
- 1905 : Esquisse d'une histoire des études celtiques.
- 1905 : Histoire des peuples celtiques et du panceltisme.
- 1907 : Indices omnium vocabulorum linguae priscae gallicae et vetustae Britannicae quae in Grammaticae celticae editione altera explanatur, Halle (Allemagne).
- 1906 : Le mystère breton de Saint Crépin et de Saint Crépinien.

### Numismatica
- 1907 : Le Cabinet des médailles de l'État ; son histoire, son importance et la question de son démembrement.